# Gatley
Gatley – osada w Anglii, w hrabstwie Wielki Manchester. Leży 5,4 km od miasta Stockport, 10 km od miasta Manchester i 254,7 km od Londynu. W 2015 miejscowość liczyła 21 492 mieszkańców.